# João Brás de Oliveira
João Braz de Oliveira (Lisboa, 11 de março de 1851 — Lisboa, 12 de setembro de 1917) foi um oficial general da Armada Portuguesa que se distinguiu como pedagogo e cronista dos fastos navais portugueses, para além de revelar um grande talento artístico no desenho e na aguarela.

## Biografia
Nasceu em Lisboa, filho de João Braz de Oliveira. Assentou praça como aspirante da Armada a 3 de agosto de 1869. Concluído o curso da Escola Naval foi promovido a guarda-marinha em 2 de outubro de 1872. No prosseguimento da sua carreira naval, foi promovido a segundo-tenente em 1876 e a primeiro-tenente em 1884. Durante este período integrou a guarnição das corvetas Duque da Terceira, Sá da Bandeira, da fragata D. Fernando II e Glória, da canhoneira Sado e do transporte Índia. Serviu por duas vezes na Estação Naval de Angola e foi instrutor de artilharia e infantaria na Escola Naval.
Entrou na classe dos oficiais superiores ao ser promovido a capitão-tenente em 27 de fevereiro de 1890. Nos anos seguintes, foi nomeado professor de Desenho e Poligrafia da Escola Naval. Tendo permanecido como docente da Escola Naval, foi promovido a capitão-de-mar-e-guerra em 1903, sendo então nomeado lente titular da 11.ª cadeira, intitulada «Ciência da Guerra, Fortificação, Estratégia e Táctica do Combate Naval».
Foi promovido a contra-almirante em 11 de fevereiro de 1913, mantendo-se na Escola Naval, cujo comando assumiu interinamente em abril de 1917. Faleceu, no activo, em 12 de setembro de 1917.
Ao longo do seu percurso como professor da escola Naval notabilizou-se pelas suas capacidades pedagógicas e pelo cuidado que colocava nas suas lições. Também se dedicou à investigação histórica e à escrita, sendo autor de uma importante obra de temática baval. Entre as suas publicações, destacam-se As Explorações de África, 1877; Os Navios de Vasco da Gama, 1892; Os Navios da Descoberta 1894; A influência do Infante D. Henrique no progresso da marinha portuguesa – navios e armamento, 1894. A sua obra magna, Narrativas Navais, publicada pela Academia Real das Ciências de Lisboa em 1908, foi novamente reeditada em 1970 pelo Ministério da Marinha, oferecendo ao leitor 42 empolgantes narrativas.